# 阿薩姆南鮡
阿薩姆南鮡（学名：Nangra assamensis），為輻鰭魚綱鯰形目鮡科的其中一種亞熱帶淡水魚類，其种加词“assamensis”意为“印度阿萨姆邦的”。分布於亞洲印度恆河及布拉馬普特拉河流域，體長可達9.2公分，棲息在河川上游底層水域，生活習性不明。